# Quartier Saint-Germain-l'Auxerrois
Quartier Saint-Germain-l'Auxerrois är Paris 1:a administrativa distrikt, beläget i första arrondissementet. Distriktet är uppkallat efter kyrkan Saint-Germain-l'Auxerrois.
Första arrondissementet består även av distrikten Halles, Palais-Royal och Place-Vendôme.

## Kyrkobyggnader
- Saint-Germain-l'Auxerrois
- Sainte-Chapelle

## Profana byggnader
- Louvren
- Tuileriträdgården
- Pont Neuf
- Square du Vert-Galant

## Bilder
| - De fyra administrativa distrikten i Paris första arrondissement. - Klocktornet, Saint-Germain-l'Auxerrois. - Sainte-Chapelle. - Louvren. |

## Kommunikationer
- Tunnelbana – linje  – Louvre – Rivoli